# Vohenstrauß

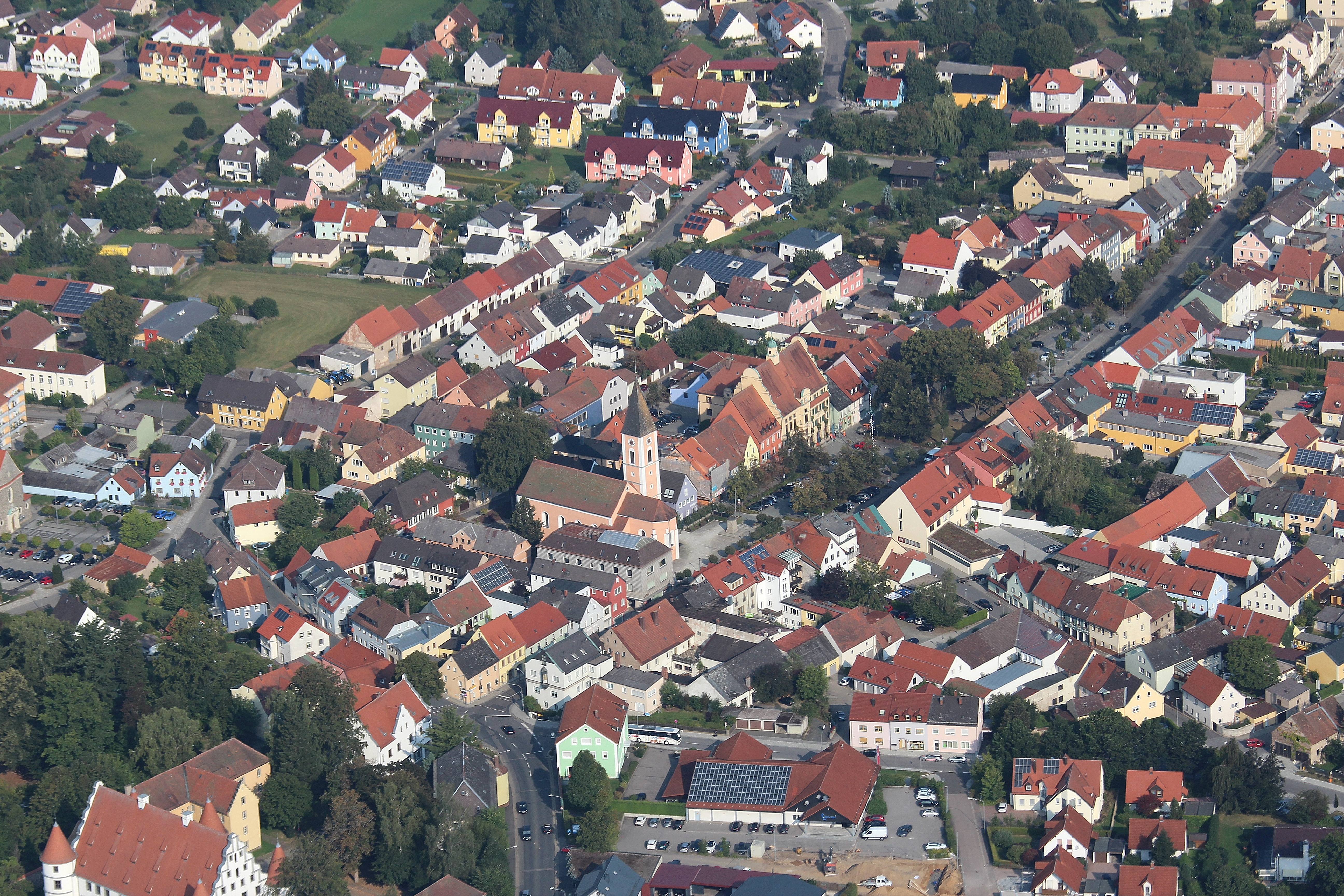
Vohenstrauß (2016)

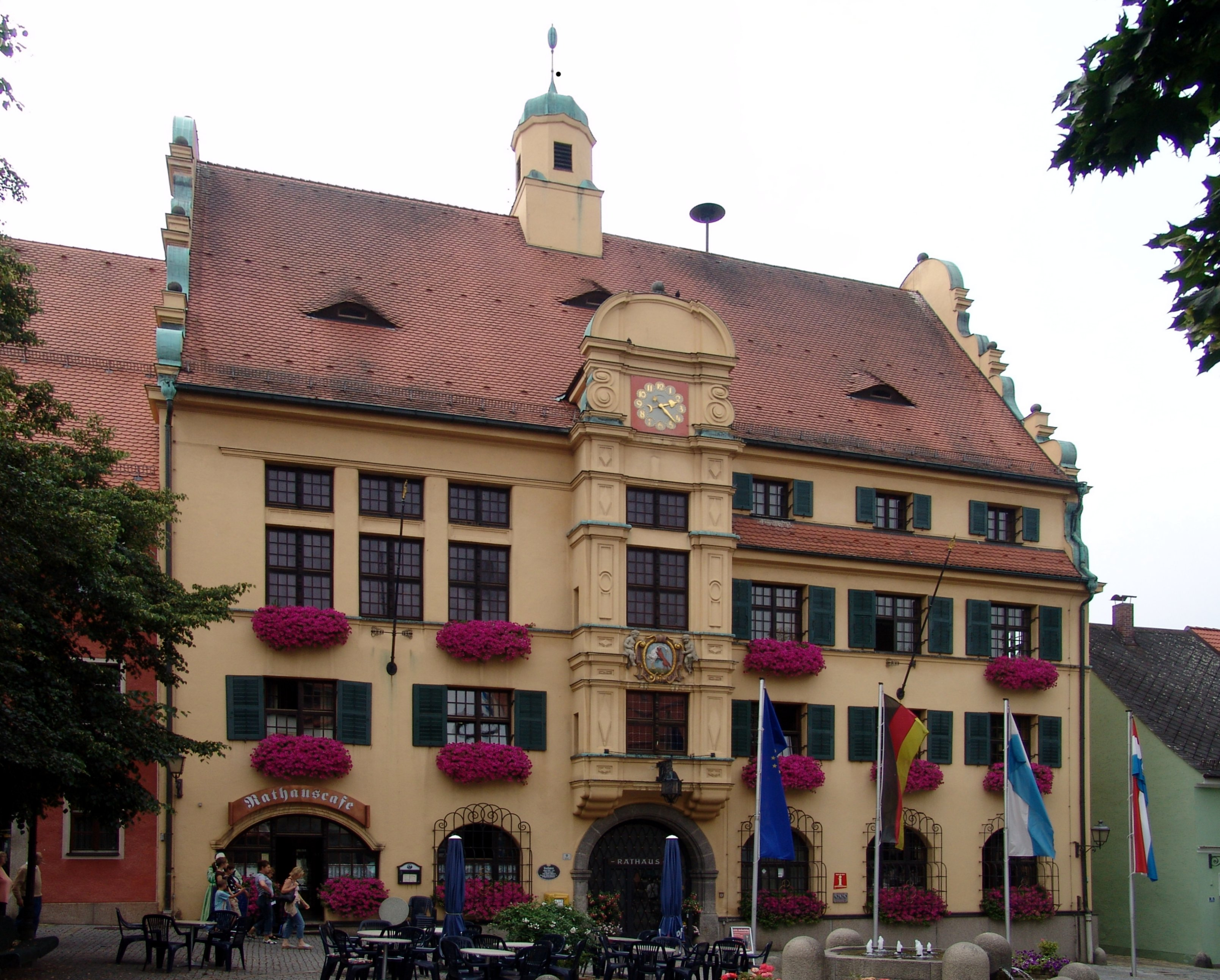
Rathaus Vohenstrauß

Vohenstrauß ist eine Stadt im Landkreis Neustadt an der Waldnaab in der Oberpfalz.
Die Stadt liegt im Vorderen Oberpfälzer Wald, etwa 17 Kilometer südöstlich von Weiden in der Oberpfalz. Im 16. Jahrhundert war Vohenstrauß Residenz des Pfalzgrafen von Pfalz-Zweibrücken-Vohenstrauß-Parkstein. Bis zur Kreisgebietsreform 1972 befand sich hier der Sitz des gleichnamigen Landkreises. Heute ist Vohenstrauß wirtschaftliches und schulisches Zentrum für den östlichen Landkreis.

## Geographie

### Geographische Lage
Die größte Stadt des Landkreises liegt etwa 20 Kilometer vor dem Grenzübergang zu Tschechien, unmittelbar an der Bundesautobahn 6 (Via Carolina).

### Nachbargemeinden
Die Stadt grenzt im Norden an den Markt Waldthurn, im Osten an die Stadt Pleystein und den Markt Moosbach, im Süden an die Märkte Tännesberg und Leuchtenberg und im Westen an die Gemeinde Irchenrieth (alle Landkreis Neustadt an der Waldnaab) sowie an die kreisfreie Stadt Weiden in der Oberpfalz.
| Weiden 15 km        | Waldthurn 5 km                              | Pleystein 5,5 km |
| Irchenrieth 8 km    | Kompassrose, die auf Nachbargemeinden zeigt | Waidhaus 11,4 km |
| Leuchtenberg 6,5 km | Tännesberg 10 km                            | Moosbach 6,5 km  |

### Gemeindegliederung
Es gibt 48 Gemeindeteile (in Klammern ist der Siedlungstyp angegeben):
- Altenstadt b.Vohenstrauß (Kirchdorf)
- Altentreswitz (Kirchdorf)
- Arnmühle (Einöde)
- Binnermühle (Einöde)
- Böhmischbruck (Kirchdorf)
- Braunetsrieth (Dorf)
- Erpetshof (Weiler)
- Fiedlbühl (Weiler)
- Fürstenmühle (Einöde)
- Galgenberg (Weiler)
- Goldbachschleife (Einöde)
- Grünhammer (Weiler)
- Hammer (Einöde)
- Hartwichshof (Einöde)
- Herrnmühle (Einöde)
- Iltismühle (Weiler)
- Kaimling (Dorf)
- Kaltenbaum (Weiler)
- Kapplhaus (Einöde)
- Kößing (Kirchdorf)
- Kößlmühle (Einöde)
- Lämersdorf (Weiler)
- Linglmühle (Einöde)
- Luhmühle (Einöde)
- Neumühle (Weiler)
- Neuwirtshaus (Einöde)
- Oberlind (Kirchdorf)
- Obernankau (Weiler)
- Oberschleif (Weiler)
- Obertresenfeld (Dorf)
- Papiermühle (Weiler)
- Roggenstein (Pfarrdorf)
- Straßenhäuser (Siedlung)
- Taucherhof (Einöde)
- Trasgschieß (Weiler)
- Übersteherhäusl (Einöde)
- Unterlind (Dorf)
- Unterschleif (Einöde)
- Untertresenfeld (Weiler)
- Vohenstrauß (Hauptort)
- Waldau (Kirchdorf)
- Wastlmühle (Einöde)
- Weißenstein (Einöde)
- Wiegenhof (Einöde)
- Wilhelmshöhe (Einöde)
- Zeßmannsrieth (Dorf)
- Zieglhütte (Einöde)
- Zieglmühle (Weiler)

Es gibt die Gemarkungen Altenstadt b.Vohenstrauß, Böhmischbruck, Burgtreswitz, Gröbenstädt, Kaimling, Lämersdorf, Oberlind, Obernankau, Roggenstein, Vohenstrauß, Waldau und Weißenstein.

## Geschichte

### Bis zum 20. Jahrhundert
Im Jahr 1124 weihte Bischof Otto von Bamberg die Kirche zu „Vohendreze“ im heutigen Altenstadt. In dieser Zeit gehörte Vohenstrauß mit Floß und Parkstein dem mächtigen Geschlecht der Grafen von Sulzbach. Nach dem Aussterben der Sulzbacher erwarben 1189 die Staufer deren Eigengüter und gründeten die neue Marktanlage vermutlich am Anfang des 13. Jahrhunderts, denn 1230 wurde Altenstadt schon als „veteri (altes) vohendrezz“ bezeichnet. Nach dem Landshuter Erbfolgekrieg (1503/05) wurde Vohenstrauß dem Herzogtum Pfalz-Neuburg zugeteilt. Unter Friedrich von Pfalz-Vohenstrauß-Parkstein wurde Vohenstrauß kurzzeitig Residenzstadt. Von 1586 bis 1593 ließ Friedrich das Schloss Friedrichsburg bei Vohenstrauß errichten. Nach der Landesteilung im Jahr 1614 kam der Markt zu Pfalz-Sulzbach, 1777 zu Bayern. Zwischen 1378 und 1770 wurde der Markt wiederholt auch als Stadt bezeichnet, Prinzregent Luitpold verlieh dem Markt 1912 endgültig die Bezeichnung Stadt.

### Eingemeindungen
Nach dem Ende des Zweiten Weltkriegs gliederte die US-amerikanische Militärregierung am 1. Januar 1946 die beiden Gemeinden Altenstadt bei Vohenstrauß und Oberlind in die Stadt Vohenstrauß ein. Am 26. Dezember 1947 votierten die beiden ehemaligen Gemeinden in einer Abstimmung für die Wiedererlangung ihrer politischen Selbständigkeit.
Im Zuge der Gemeindegebietsreform in Bayern wurden am 1. Januar 1968 die Gemeinden Altenstadt bei Vohenstrauß, Böhmischbruck, Döllnitz, Kaimling, Oberlind, Roggenstein und Waldau zunächst in den Standesamtsbezirk Vohenstrauß eingegliedert. Mit Wirkung vom 1. Januar 1972 erfolgte die politische Eingemeindung von Kaimling, Oberlind (mit dem 1938 eingegliederten Obernankau), Roggenstein (mit dem 1938 eingegliederten Lämersdorf) und Waldau, am 1. Juli 1972 die der Gemeinden Altenstadt und Böhmischbruck. Zum 1. Juli 1976 wurde die Gemeinde Döllnitz wieder aus dem Standesamtsbezirk ausgegliedert.
Mit der Eingemeindung der sechs benachbarten Gemeinden vergrößerte sich die Fläche des Stadtgebiets auf das Vierfache. Die Einwohnerzahl verdoppelte sich. Vohenstrauß hat seit dem Abschluss der Gemeindegebietsreform 48 amtlich benannte Gemeindeteile und ist nach der Einwohnerzahl die größte Stadt im Landkreis Neustadt an der Waldnaab.
Zum 1. August 2013 vergrößerte sich die Stadtfläche um etwa 77 Hektar im Zuge der Eingliederung eines Teils des vorher gemeindefreien Gebietes Michlbach, nach dessen Auflösung mit Verordnung der Regierung der Oberpfalz vom 19. Juni 2013.

### Einwohnerentwicklung
| Jahr               | Einwohner |
| ------------------ | --------- |
| 1. Dezember 1840   | 4550      |
| 1. Dezember 1871   | 4953      |
| 1. Dezember 1900   | 5286      |
| 16. Juni 1925      | 5590      |
| 17. Mai 1939       | 5624      |
| 13. September 1950 | 7511      |
| 6. Juni 1961       | 7095      |
| 27. Mai 1970       | 7349      |
| 25. Mai 1987       | 7059      |

| Jahr              | Einwohner |
| ----------------- | --------- |
| 31. Dezember 1991 | 7301      |
| 31. Dezember 1995 | 7547      |
| 31. Dezember 2005 | 7690      |
| 31. Dezember 2010 | 7725      |
| 31. Dezember 2015 | 7392      |
| 31. Dezember 2020 | 7518      |

- Zwischen 1988 und 2018 wuchs die Stadt von 7039 auf 7398 um 359 Einwohner bzw. um 5,1 %.

## Politik

### Stadtrat
Die 20 Sitze des Stadtrates verteilen sich seit der Kommunalwahl am 15. März 2020 wie folgt:
| Partei / Liste | CSU      | SPD     | FDP/ UW | FW      |
| -------------- | -------- | ------- | ------- | ------- |
| Sitze          | 10 (− 1) | 3 (± 0) | 2 (± 0) | 5 (+ 1) |
| Stimmenanteil  | 50,6 %   | 13,8 %  | 11,2 %  | 24,4 %  |

Die Wahlbeteiligung lag 2020 bei 67,8 %.

### Bürgermeister
Erster Bürgermeister ist seit 2008 Andreas Wutzlhofer (CSU). Dieser wurde bei der Bürgermeisterwahl 2008 neu in sein Amt gewählt. Die Stadtoberhäupter waren:
| - 1747–: Johann Janner (erster kurfürstlicher Bürgermeister) - –1804: Johann Winklmann - 1805–1814: Georg Philipp Sperl - 1815–1820: Dagobert Friedwart Trautner - 1821–1833: Johann Adam Aichinger - 1834–1839: Wolfgang Christoph Ach - 1840–1851: Johann Georg Bibel - 1852–1857: Georg Martin Bamler - 1858–1863: Johann Karl Bauer - 1864–1866: Georg Martin Bamler - 1867–1893: J. M. Riebel - 1894–1905: Wilhelm Bamler - 1906–1918: Gottfried Riebel - 1. Januar 1919 bis 15. Juni 1919: Josef Steininger (kommissarisch) - 1919–1922: Fritz Schamel - 1922–1923: Johann Ach - 1923–1924: Josef Steininger (kommissarisch) - 1925–1933: Karl Ries | - 1933–1934: Richard Müller - 1934–1944: Hans Fuchs - 1944–1945: Adolf Diller und Albert Sommer - 1945: F. X. Wittmann - 1945–1948: Karl Ries - 1948–1952: Erhard Wagner - 1952–1966: Hans Fuchs - 1966–1972: Otto Ries - 1972–1984: Max Steger - 1984–1986: Ernst Eichl - 1986–1994: Franz Pausch (zunächst als 2. Bürgermeister aufgrund Eichls schwerer Erkrankung Übernahme der Amtsgeschäfte; beim außerordentlichen Wahlgang 1988 von den Bürgern als Stadtoberhaupt legitimiert) - 1994–2008: Josef Zilbauer (CSU) - Seit dem 1. Mai 2008: Andreas Wutzlhofer (CSU) |

### Wappen

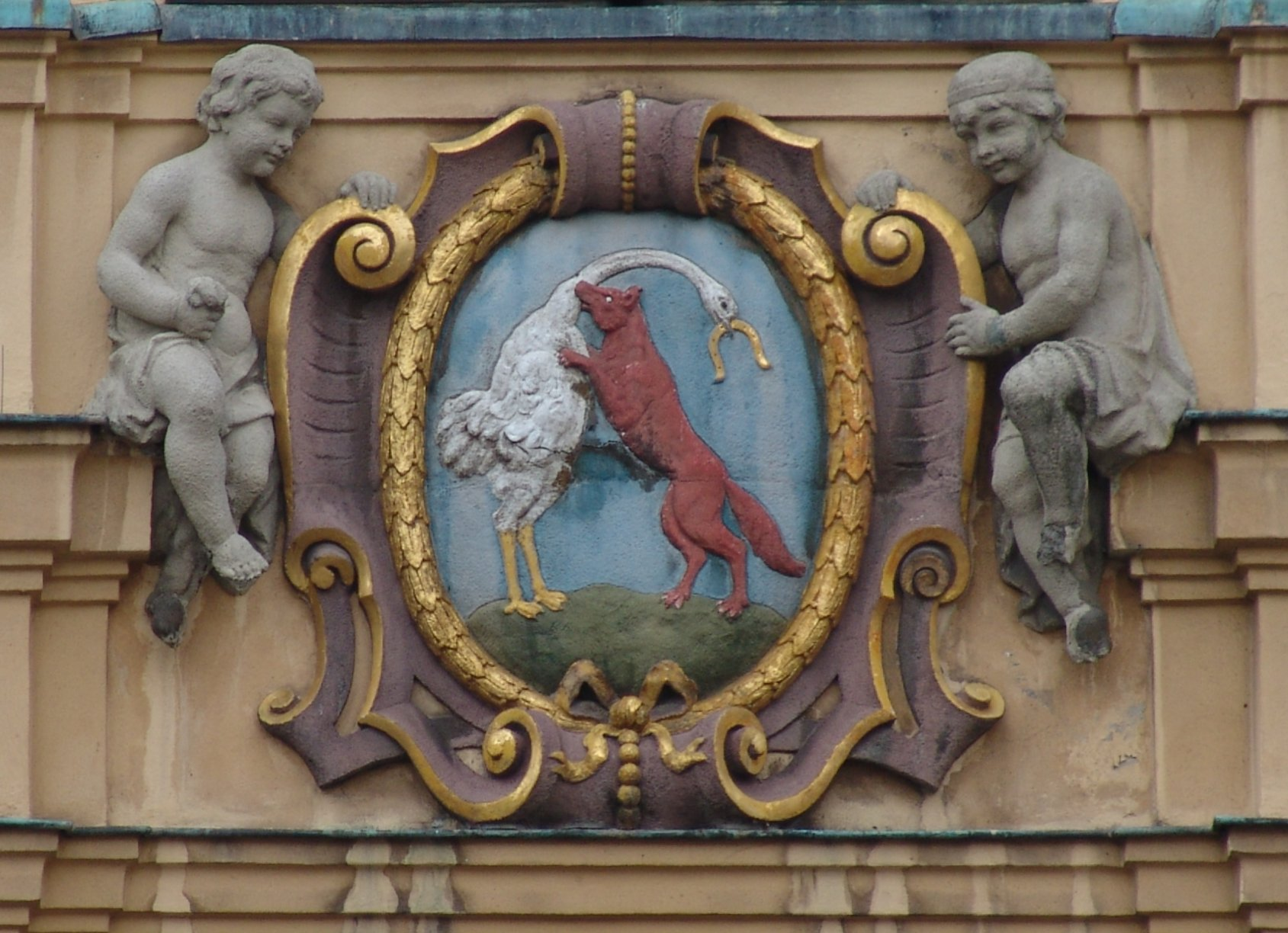
Wappen am Rathaus in Vohenstrauß

| | Blasonierung: „In Blau ein linksgewendeter, golden bewehrter silberner Strauß mit goldenem Hufeisen im Schnabel, den ein roter Fuchs anspringt.“ |
| Wappenbegründung: Die Darstellung nimmt Bezug auf den Namen der Stadt (vohe = Füchsin). Das Motiv ist abgeleitet vom ältesten bekannten Ratssiegel aus der ersten Hälfte des 14. Jahrhunderts. | |

### Städtepartnerschaften
- Eine erste Städtepartnerschaft wurde 1992 mit der tschechischen Kleinstadt Stříbro/Mies geschlossen. Die beiden Städte liegen etwa 55 Kilometer auseinander.
- Eine weitere Partnerschaft wurde mit der Gemeinde Bernsbach in Sachsen vereinbart.
- Im September 2002 wurde die Partnerschaftsurkunde mit der westfranzösischen Gemeinde Moncoutant unterzeichnet.

## Kultur und Sehenswürdigkeiten

### Museen
Im Ort gibt es das Heimatmuseum der Stadt Vohenstrauß und das Edelsteinmuseum.

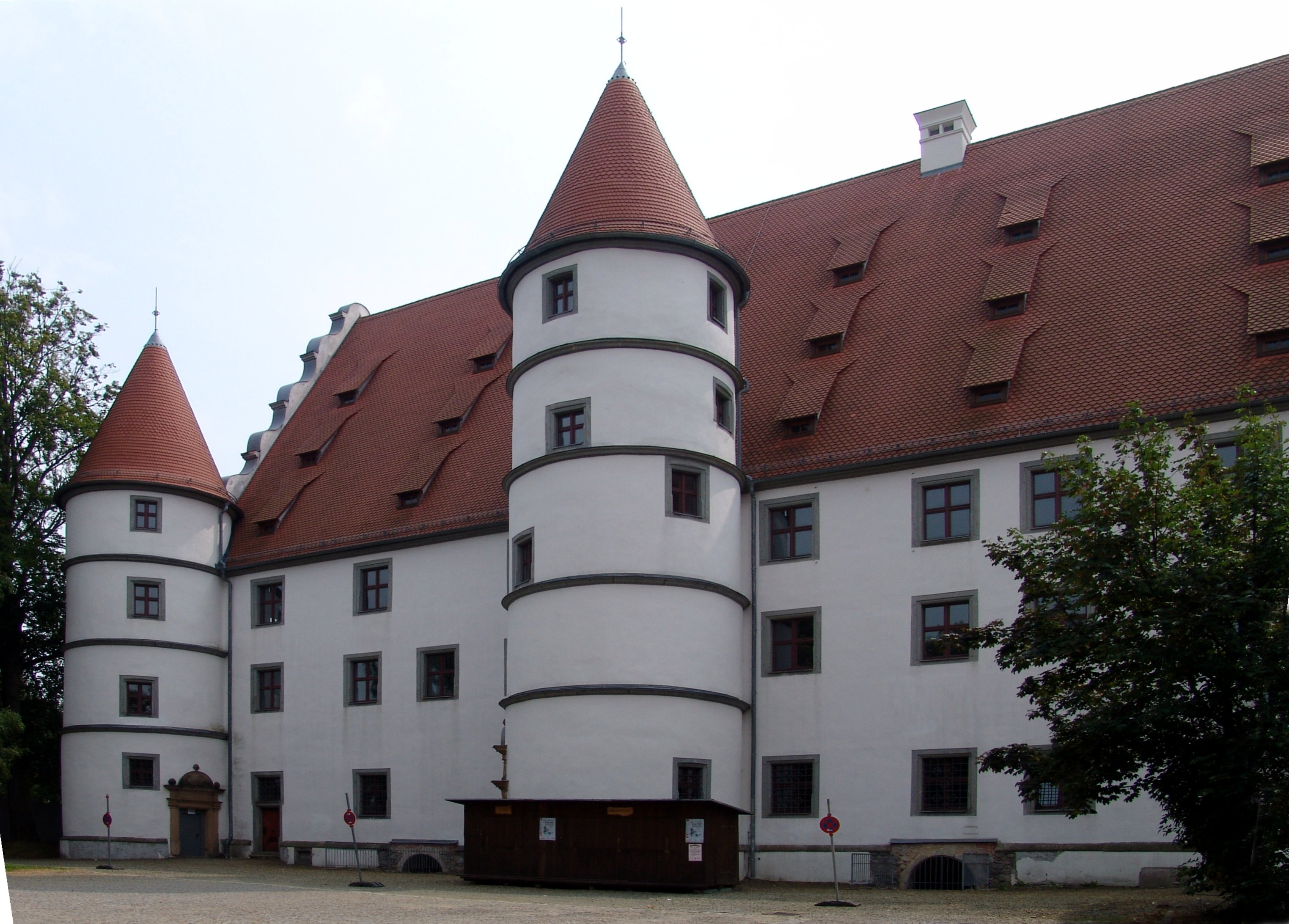
Schloss Friedrichsburg

### Bauwerke

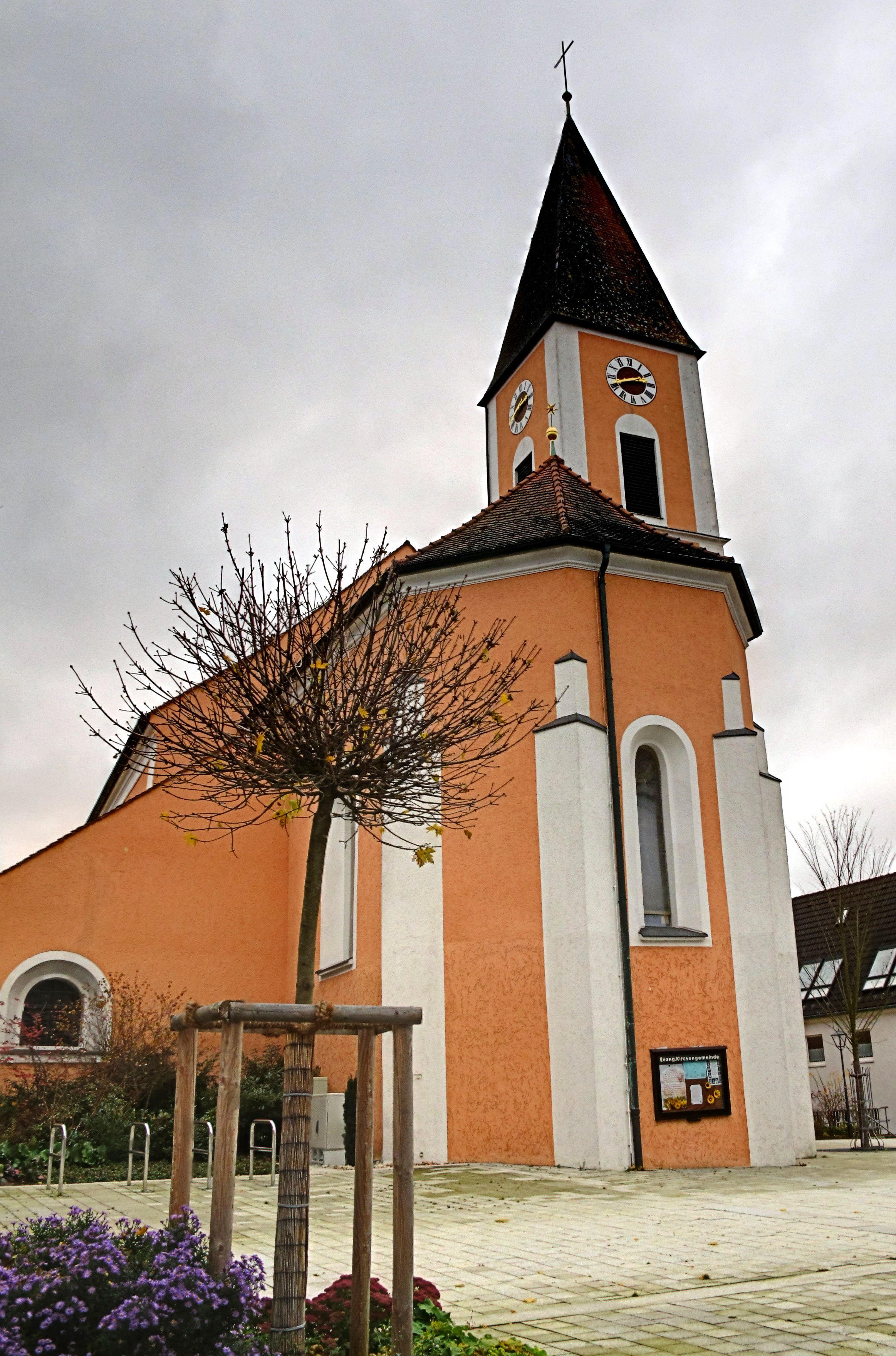
Evangelisch-lutherische Stadtpfarrkirche

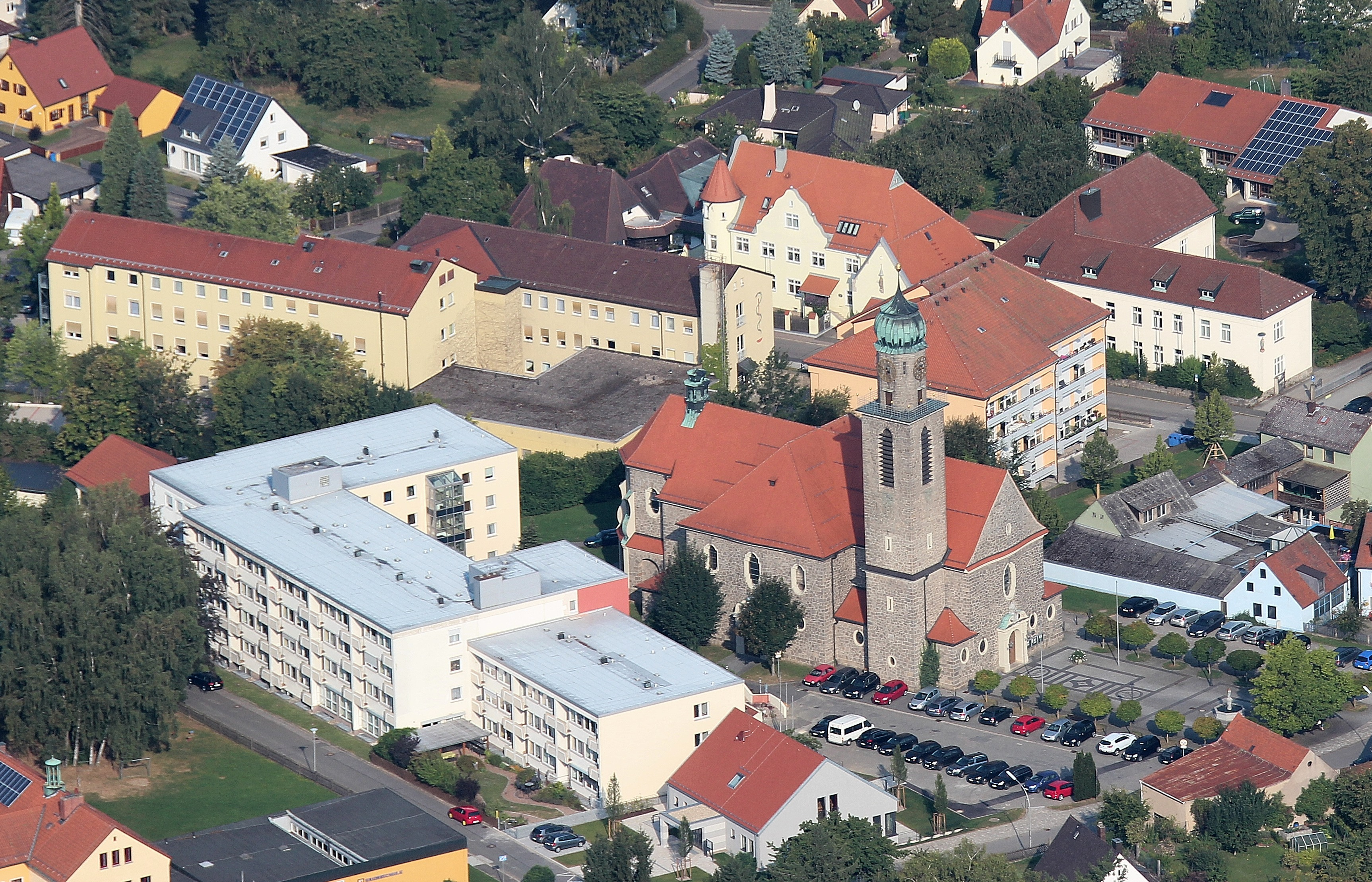
Stadtpfarrkirche Mariä Unbefleckte Empfängnis

- Burg Waldau, Burg im Ortsteil Waldau in Privatbesitz
- Evangelisch-lutherische Stadtpfarrkirche, oberhalb des Marktplatzes, seit 1845 in der heutigen Form, nachdem die Vorgängerbauten 1839 und 1763 durch Brand zerstört wurden. Bis 1928 diente sie als Simultankirche für die beiden großen christlichen Religionsgemeinschaften.
- Rathaus
- Schloss Friedrichsburg, das Vohenstraußer Wahrzeichen
- Simultankirche St. Johannes Baptist in Altenstadt, Einweihung im Jahre 1124 durch Bischof Otto von Bamberg
- Stadtpfarrkirche Mariä Unbefleckte Empfängnis

### Denkmäler

#### Kriegerdenkmal

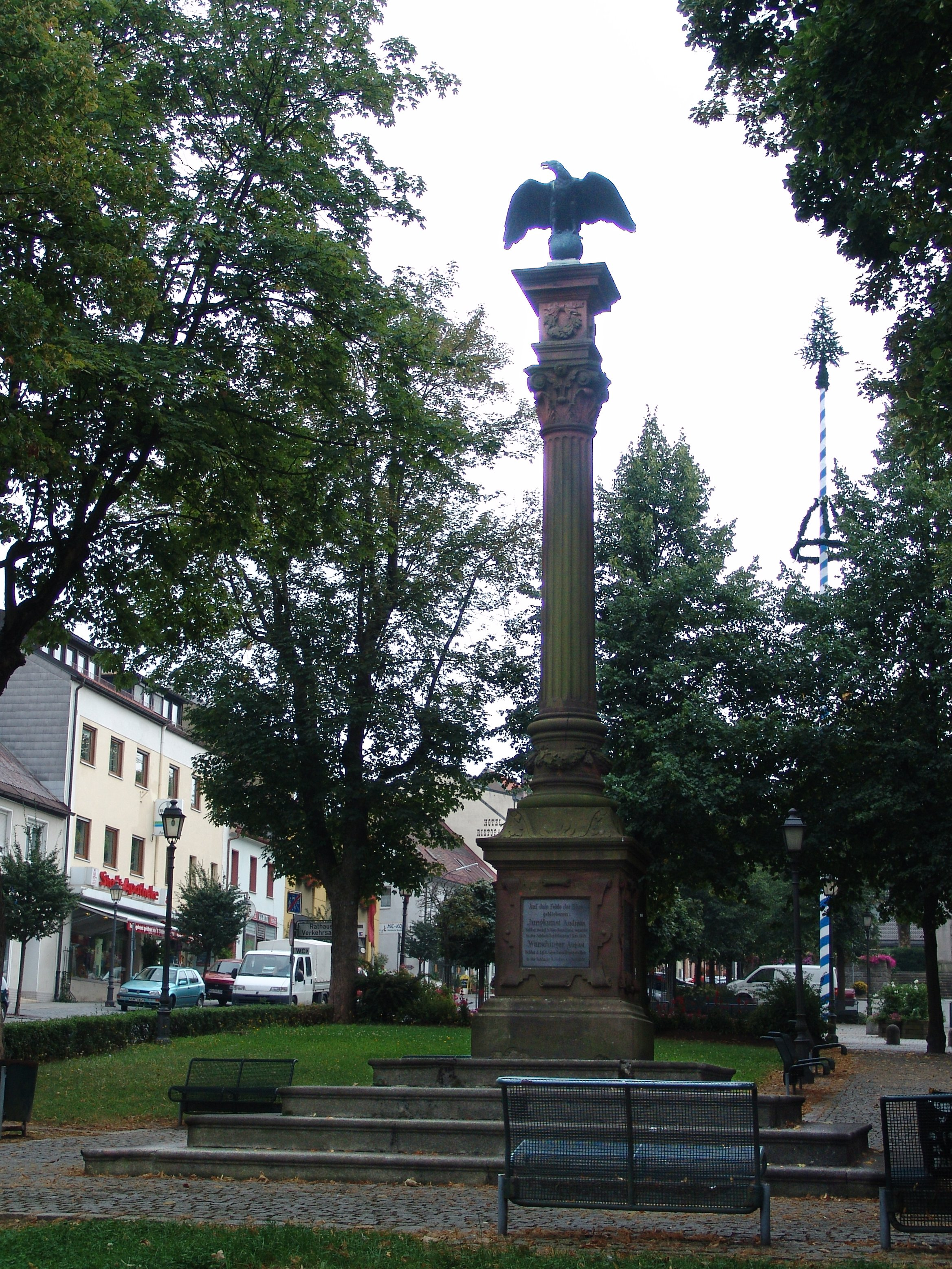
Kriegerdenkmal 1870/71 in Vohenstrauß

Angeregt wurde die Errichtung der Gedenkstätte durch den 1876 von Freiherr von Tucher gegründeten Kriegerverein des damaligen Fleckens Vohenstrauß. Das Kriegerdenkmal für die Soldaten aus der Gemeinde, die am Deutsch-Französischen Krieg 1870/71 teilgenommen haben, steht auf dem Marktplatz. Der Sockel auf einem vierstufigen Unterbau trägt die Inschrifttafeln aus schwarzem Marmor. Die Widmungsinschrift gibt Zeugnis von den Stiftern und dem Zweck der Säule: „Die Marktgemeinde / Vohenstrauss / ihren / tapferen Kriegern / 1870/71.“ Die Inschrifttafel an der Rückseite des Sockels nennt Namen und Daten von zwei „Auf dem Felde der Ehre gebliebenen“ Soldaten, die Tafeln an der linken und rechten Seite des Sockels unter der Überschrift „Ruhmvoll kämpften“ die Namen von jeweils 20 Soldaten, die aus dem Krieg heimkehrten. Über dem Sockel erhebt sich eine etwa fünf Meter hohe korinthische Säule aus rotem Sandstein, das Kapitell der Säule wird bekrönt von einem von einer (Welt-)Kugel aufsteigenden Reichsadler.
Die Enthüllungsfeier des Denkmals am 12. Mai 1896 nahm Bezug auf den Abschluss des Frankfurter Friedens 25 Jahre zuvor. Der Friedensschluss beendete faktisch den Deutsch-Französischen Krieg.

#### Steinkreuz
Das Steinkreuz ist ein denkmalgeschütztes Wegkreuz aus Granit in Altenstadt bei Vohenstrauß. Das Kreuz ist 65 cm hoch, 40 cm breit und 20 cm dick. Es stammt aus nachmittelalterlicher Zeit und befindet sich an einem Feldweg am westlichen Ortsrand, an der Verbindungsstraße nach Waldau, etwa 30 Meter von der Straße entfernt. Über die Jahrhunderte hinweg war der Granit starker Verwitterung ausgesetzt. Der rechte Arm des Kreuzes ist abgebrochen. An der Vorderseite ist eine Einritzung mit der Darstellung einer Gabel erkennbar.

### Sport
- Kreisfischereiverein 1881 e. V.
- Modellsportclub e. V.
- Schützengesellschaft 1565 e. V.
- Spickerverein „Blaupfeil“
- Sportkegelclub „Rot-Weiß“
- SpVgg Vohenstrauß e. V.
- Turnverein 1864 e. V.
- Vohenstraußer Faschingsverein e. V.

## Wirtschaft und Infrastruktur

### Verkehr

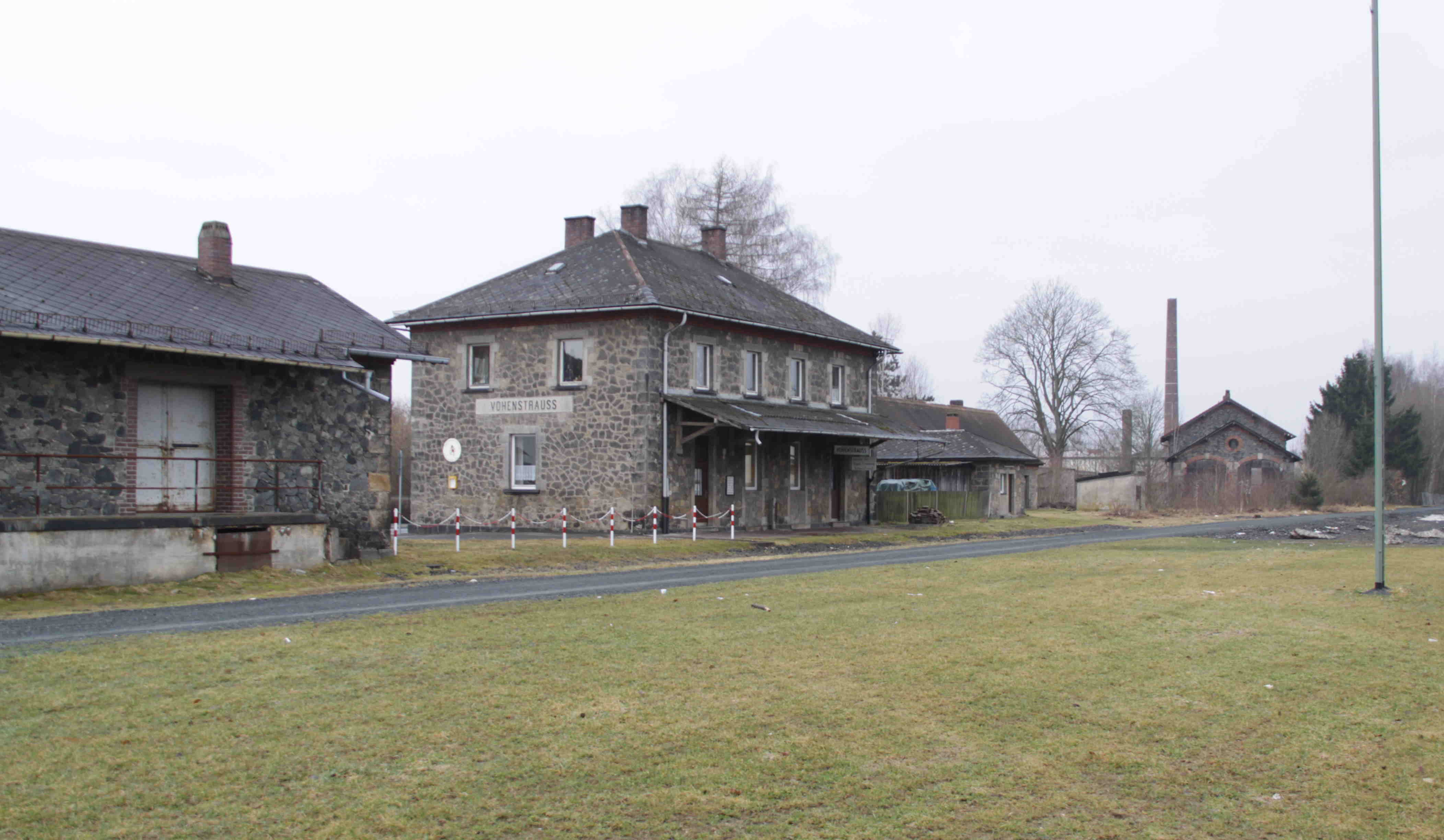
Ehemaliger Bahnhof Vohenstrauß

Die Autobahn A 6 durchquert das Gemeindegebiet von West nach Ost, sie verläuft direkt südlich an der Stadt vorbei. Zwei Anschlussstellen binden Vohenstrauß an das Fernstraßennetz an. Die Staatsstraße 2181 führt nach Weiden.
Der ehemalige Bahnhof Vohenstrauß liegt an der inzwischen stillgelegten Bahnstrecke Neustadt (Waldnaab)–Eslarn.

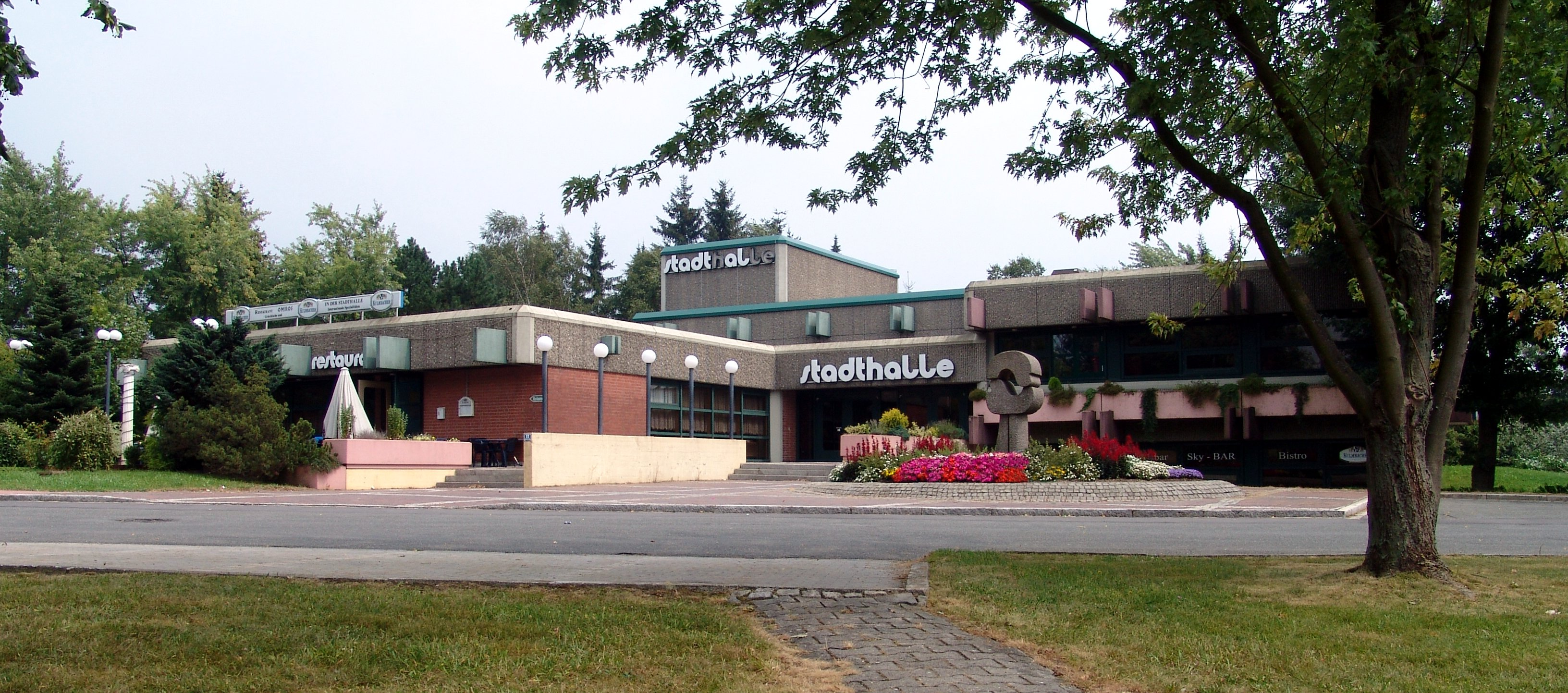
Stadthalle

### Öffentliche Einrichtungen
- Bayerisches Rotes Kreuz
- Förderschule
- Freiwillige Feuerwehr
- Grundschule
- Hallenbad
- Kliniken Nordoberpfalz AG – Krankenhaus Vohenstrauß
- Landesamt für Finanzen – Dienststelle Regensburg – Bearbeitungsstelle Vohenstrauß
- Mittelschule
- Notariat
- Polizei
- Realschule
- Staatliches Bauamt Amberg-Sulzbach Straßenmeisterei Weiden i.d.OPf. / Vohenstrauß Standort Vohenstrauß

## Persönlichkeiten

### Ehrenbürger
- Franz Thelemann, Forstrat
- Christian Kreuzer (1915–1984), Landrat
- Johann Pösl (1907–2003), Präsident des Oberpfälzer Bezirkstages, MdL

### Söhne und Töchter der Stadt

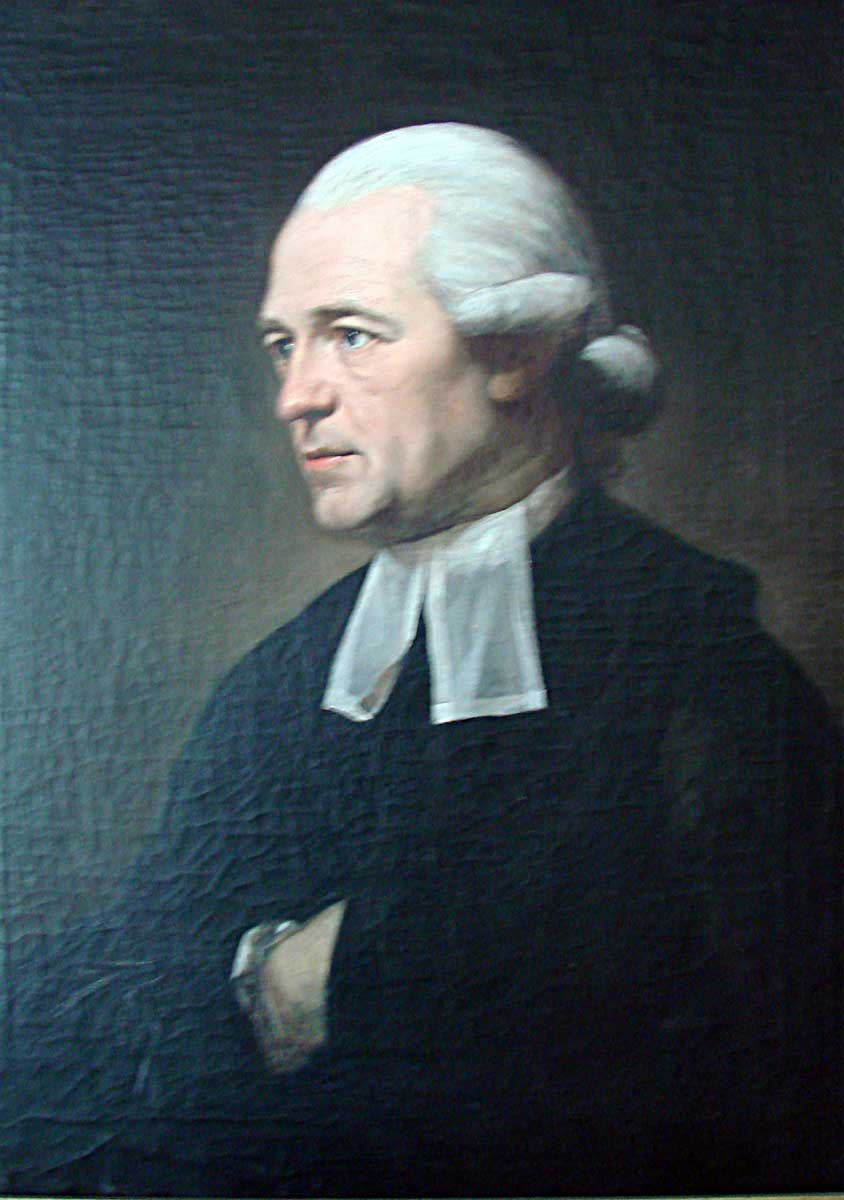
Franz Volkmar Reinhard um 1790

- Carl Friedrich Aichinger (1717–1782), Schriftsteller
- Georg Stephan Wiesand (1736–1821), Jurist
- Franz Volkmar Reinhard (1753–1812), evangelischer Theologe, Oberhofprediger an der Dresdner Sophienkirche
- Max Georg Rossmann (1861–1926), Maler, Bildhauer und Kunstgewerbler
- Karl Weinmann (1873–1929), Domvikar und Musikforscher
- Wilhelm Bruner (1875–?), deutscher Richter beim Volksgerichtshof und Reichsgericht
- Friedrich Höllerer (1885–?), Landrat
- Hans Dirscherl (1889–1962), geboren in Kössing, Politiker (FDP), Reichstagsabgeordneter
- Ludwig Steininger (1890–1979), Oberpfälzer Kunstmaler
- Richard Hohenner (1896–1981), deutscher Verwaltungsbeamter und Kommunalpolitiker
- Annelies Paul (1920–2009), Schriftstellerin
- Alfred E. Hierold (* 1941), katholischer Theologe und Kirchenrechtler
- Heribert Illig (* 1947), Publizist, Verleger und Chronologiekritiker
- Reinhold Zwick (* 1954), katholischer Theologe und Professor für Biblische Theologie und ihre Didaktik an der Universität Münster
- Wolfgang Stefan (* 1961), Bildhauer und Maler
- Jörg-Ulrich Skriebeleit (* 1968), Kulturwissenschaftler

### Persönlichkeiten, die vor Ort gewirkt haben
- Renate Meerwald (1939–2009), Malerin. Kam als Vierjährige nach Vohenstrauß und verbrachte dort den Großteil ihres Lebens.